# Bajka (1927)
Bajka – parowy, pasażerski statek wiślany o napędzie bocznokołowym.
Statek mieścił około tysiąca pasażerów i został zwodowany w 1927. Stał się flagową jednostką przedsiębiorstwa Polska Żegluga Rzeczna Vistula, które trudniło się żeglugą na dolnej Wiśle do roku 1939 (Warszawa - Toruń - Gdańsk). Był szóstym co do wielkości statkiem operującym na Wiśle. Miał kajuty z łóżkami (2 i 4-osobowe), bar, salę balową, radio, stoliki brydżowe i salony restauracyjne na górnym pokładzie. Reklamowany był jako statek salonowy. Był miejscem imprez warszawskich elit, ponieważ okresowo cumował i pełnił funkcję ekskluzywnej restauracji. Na Bajce bywali m.in. Eugeniusz Bodo i generał Bolesław Wieniawa-Długoszowski.
Po napaści Niemiec i ZSRR na Polskę statek kontynuował służbę pod niemieckim nadzorem do 1943, a potem przeszedł na własność jednego z wcześniejszych udziałowców, Juliusza Dunin-Holeckiego (Weichsel Reederei Julius Dunin Holecki, G.m.b.H).
W trakcie powstania warszawskiego został wraz ze statkiem Faust zajęty przez oddziały Armii Krajowej (zorganizowano na nim szpital polowy). W ostatnich dniach powstania został zatopiony przez załogę albo zniszczony przez Niemców (mogło to nastąpić 23 września 1944 lub 2 października 1944, ale daty te nie są pewne). Wrak był terenem zaciętych walk powstańców z oddziału AK Szczupak z niemiecką piechotą wspieraną przez kuter Pionier (wydobyty przez Niemców, samozatopiony we wrześniu 1939 polski CKU Nieuchwytny, należący do Oddziału Wydzielonego Rzeki Wisły).
Podobnymi do Bajki statkami były Halka i Francja, które użytkowano po zakończeniu II wojny światowej jako, odpowiednio, Dzierżyński i Waryński.
Długość jednostki wynosiła 61 metrów, a szerokość 5,8 metra. Poruszała się z prędkością 12 węzłów.
Po wojnie wrak (m.in. tambor z nazwą) bywał przy niskich stanach wód częściowo widoczny. W 2015 znaleziono metalowe elementy statku wystające z wody na wysokości ulicy Wilanowskiej przy bulwarze Flotylli Wiślanej. Kapitan Waldemar Danielewicz podaje natomiast, że pomiędzy 1947 a 1953 pozostałości Bajki zostały wyciągnięte z wody, pocięte na części i zezłomowane. Według innej jego hipotezy część statku została zamurowana pod warszawskimi bulwarami wiślanymi.